# Конвой Трук — Рабаул (21.04.43 — 25.04.43)
Конвой Трук — Рабаул (21.04.43 — 25.04.43) — японський конвой часів Другої світової війни, проведення якого відбувалось у квітні 1943 року.
Конвой сформували для проведення групи суден з атола Трук (Чуук) на сході Каролінських островів (ще до війни тут була створена потужна база ВМФ, з якої до лютого 1944 року провадились операції у цілому ряді архіпелагів) до Рабаула — головної бази в архіпелазі Бісмарка, звідки японці роки провадили операції на Соломонових островах та сході Нової Гвінеї.
До складу конвою увійшли переобладнаний мінний загороджувач «Тацумія-Мару», транспорти «Хіде-Мару» та судно «Кагу-Мару» (незадовго до того прибули з Йокосуки у складі конвою № 3408), а також ще один транспорт «Наньо-Мару № 1». Ескорт забезпечував ескадрений міноносець «Юдзукі».
21 квітня 1943 року кораблі вийшли з Труку та попрямували на південь. У цей період японські конвої до архіпелагу Бісмарка ще не стали цілями для авіації, проте на комунікаціях активно діяли підводні човни США. Утім, проходження цього конвою відбулось без інцидентів і 25 квітня він прибув до Рабаула.